# تپه وکیل‌آقا
تم وکیل آقا (تپه وکیل آقا) مربوط به هزاره ۱- دوره ساسانیان است و در شهرستان جیرفت، روستای دهنو واقع شده و این اثر در تاریخ ۱ فروردین ۱۳۴۵ با شمارهٔ ثبت ۵۰۷ به‌عنوان یکی از آثار ملی ایران به ثبت رسیده است.